# حفرة (القفر)

تعديل مصدري - تعديل

حفرة محلة تابعة لقرية قرقفان، التابعة لعزلة بني ساوي بمديرية القفر إحدى مديريات محافظة إب في الجمهورية اليمنية، بلغ تعداد سكانها 70 حسب تعداد اليمن لعام 2004.